# Peter Jakob Planta
Peter Jakob Planta, född 1721 i Jönköping, död 1814 i England, var en svensk missionär. Han ämnade först bli fältskär och tjänstgjorde därefter på apotek i Stockholm, tills han 1747 reste som missionär till Jamaica, där han i tjugo år verkade bland de svarta slavarna.